# Пинчот, Бронсон
Бронсон Олкотт Пинчот (иногда — Бронсон Пиншо, англ. Bronson Alcott Pinchot; род. 20 мая 1959, Манхэттен, Нью-Йорк) — американский актёр. Он известен прежде всего как Бэлки Бортикомус в ситкоме ABC «Идеальные незнакомцы» (1986—1993) и Крейг Туми в «Лангольеры».

## Биография
Окончил Йельский университет.
Он также снимался в фильмах «Рискованный бизнес» (1983), «Полицейский из Беверли-Хиллз» (1984), «Ясновидение» Second Sight (1989), «Настоящая любовь» (1993), «Полицейский из Беверли-Хиллз 3» (1994), «Лангольеры (мини-сериал)» (1995), «Это моя вечеринка» (1996), «Мужество в бою» (1996) и «Клуб первых жён» (1996), а также в телесериалах «Удивительные истории», «Лоис и Кларк: Новые приключения Супермена». С 2012 года имеет собственное шоу «The Bronson Pinchot Project» на канале DIY Network.
С 2014 года Пинчот активно работает над записью аудиокниг, на его счету уже более ста работ.

## Избранная фильмография
| Год  |     | Русское название                           | Оригинальное название         | Роль                    |
| ---- | --- | ------------------------------------------ | ----------------------------- | ----------------------- |
| 1983 | ф   | Рискованный бизнес                         | Risky Business                | Барри                   |
| 1984 | ф   | Полицейский из Беверли-Хиллз               | Beverly Hills Cop             | Серж                    |
| 1984 | ф   | Парень из «Фламинго»                       | The Flamingo Kid              | Альфред Шульц           |
| 1986 | ф   | После работы                               | After Hours                   | Ллойд                   |
| 1992 | ф   | Во всём виноват посыльный                  | Blame It On The Bellboy       | посыльный               |
| 1993 | ф   | Настоящая любовь                           | True Romance                  | Эллиот Блитцер          |
| 1994 | ф   | Полицейский из Беверли-Хиллз 3             | Beverly Hills Cop III         | Серж                    |
| 1995 | мтф | Лангольеры                                 | The Langoliers                | Крейг Туми              |
| 1996 | ф   | Это моя вечеринка                          | It's My Party                 | Монти Типтон            |
| 1996 | ф   | Мужество в бою                             | Courage under Fire            | чиновник из Белого дома |
| 1996 | ф   | Клуб первых жён                            | The First Wives Club          | Дуарто Фелис            |
| 1998 | мф  | Волшебный меч: В поисках Камелота          | Quest for Camelot             | Грифон                  |
| 2008 | мф  | Приключения Десперо                        | The Tale of Despereaux        | городской крик          |
| 2024 | ф   | Полицейский из Беверли-Хиллз: Аксель Фоули | Beverly Hills Cop: Axel Foley | Серж                    |